# Sihareo II
Sihareo II is een bestuurslaag in het regentschap Gunungsitoli van de provincie Noord-Sumatra, Indonesië. Sihareo II telt 902 inwoners (volkstelling 2010).